# Цейтлин, Цви
Цви Цейтлин (21 февраля 1923, Дубровно — 2 мая 2012, Рочестер, Нью-Йорк) — американский скрипач и музыкальный педагог.

## Биография
В двухлетнем возрасте был увезён отцом в Палестину. В 1934 году поступил в Джульярдскую школу, учился у Саши Якобсена, Луиса Персинджера и Ивана Галамяна. В 1940—1943 годах — студент Еврейского университета в Иерусалиме. В 1943—1946 годах выступал с концертами в британских, американских и советских воинских частях на Ближнем Востоке и в Греции.
С 1967 года — преподаватель Истменовской школы музыки, с 1976 года профессор. К инаугурации Цейтлина как профессора был приурочен заказ на скрипичный концерт Гюнтеру Шуллеру, в том же году Цейтлин впервые исполнил его на фестивале в Люцерне с оркестром под управлением автора. Из записей Цейтлина наиболее известна запись Концерта для скрипки с оркестром Арнольда Шёнберга (с Симфоническим оркестром Баварского радио под управлением Рафаэля Кубелика), хотя критика и высказывалась о ней неоднозначно.
В 2006 году впервые посетил Россию для участия в фестивале «ArsLonga», выступив в том числе и в благотворительном концерте в пользу пациентов Российской детской клинической больницы (в дуэте с пианистом Михаилом Мордвиновым). Как сказал по поводу этой поездки сам музыкант,

Я всегда хотел вернуться в Россию. Это такая неотъемлемая часть того, что́ я есть.

Среди учеников Цейтлина — Арвид Энгегорд.